# طواف النرويج 2016
طواف النرويج 2016 (بالإنجليزية: 2016 Tour of Norway)‏ هو سباق دراجات هوائية، وهو الموسم رقم 6 من نفس السباق، وأقيم خلال الفترة 18 مايو 2016، وحتى 22 مايو 2016، وامتدّ لمسافة 888.5 كيلومتر، وهو أحد سباقات طواف أوروبا للدراجات 2016، وهو من نوع سباق المرحلة.
فاز فيه بالمركز الأول بيتر وينينج، وبالمركز الثاني إيدفالد بواسون هاغن، وبالمركز الثالث سوندر هولست إنجر، والفريق الفائز في ترتيب الفرق Norway national cycling team 2016.

## الفرق
| فرق عالمية (3)- Dimension Data - Lotto-Soudal - Lotto NL-Jumbo فرق قارية محترفة (11)- Bora-Argon 18 - كاجا رورال-سيغوروس 2016 ‏ - ديلكو ‏ - دراباك 2016 ‏ - نيبو-فيني فانتيني-يوربا أوفيني ‏ - ONE Pro Cycling ‏ - رومبوت تشارلز ‏ - Stölting Service Group (cycling team) ‏ - Akros–Excelsior–Thömus ‏ - سبورت فلاندرين بالويس 2016 ‏ - Wanty-Groupe Gobert فرق قارية (6)- Joker Fuel of Norway ‏ - تيم كووب ‏ - Team FixIT.no ‏ - Ringeriks-Kraft ‏ - Team Sparebanken Sør ‏ - Team Tre Berg–PostNord ‏ فريق وطني- فريق النرويج لركوب الدراجات للرجال 2016 ‏ |  |
| |  |

## المراحل
| قائمة المراحل | قائمة المراحل | قائمة المراحل                               | قائمة المراحل      | قائمة المراحل | قائمة المراحل       | قائمة المراحل |
| المرحلة       | التاريخ       | الدورة                                      |                    | المسافة (كم)  | الفائز بالمرحلة     | القائد العام  |
| ------------- | ------------- | ------------------------------------------- | ------------------ | ------------- | ------------------- | ------------- |
| 1             | 18 مايو       | درامن – Langesund ‏                          | مرحلة مستوية       | 172.4         | ستيل فون هوف        | ستيل فون هوف  |
| 2             | 19 مايو       | كراغرو – ريوكان                             | مرحلة جبلية        | 211.2         | بيتر وينينج         | بيتر وينينج   |
| 3             | 20 مايو       | ريوكان – Geilo ‏                             | مرحلة جبلية        | 168.3         | مادس بيدرسن         | بيتر وينينج   |
| 4             | 21 مايو       | فلو (النرويج) – Hønefoss Airport, Eggemoen ‏ | مرحلة جبلية متوسطة | 173.2         | إيدفالد بواسون هاغن | بيتر وينينج   |
| 5             | 22 مايو       | دروباك – ساربسبورغ                          | مرحلة مستوية       | 163.4         | إيدفالد بواسون هاغن | بيتر وينينج   |

## الفائزون
| الترتيب    | الفائز               |
| ---------- | -------------------- |
| الفائز     | بيتر وينينج          |
| الثاني     | إيدفالد بواسون هاغن  |
| الثالث     | سوندر هولست إنجر     |
| حسب النقاط | سوندر هولست إنجر     |
| تسلق الجبل | مادس بيدرسن          |
| أفضل شاب   | أودد كريستيان إيكينغ |

## وصلات خارجية
- طواف النرويج 2016 على موقع إحصائيات الدراجات الإحترافية (الإنجليزية)